# Tanjungsari (Rajadesa)
Tanjungsari is een bestuurslaag in het regentschap Ciamis van de provincie West-Java, Indonesië. Tanjungsari telt 6403 inwoners (volkstelling 2010).